# Dsegh
Dsegh là một đô thị thuộc tỉnh Lori, Armenia. Dân số ước tính năm 2011 là 2221 người.